# Montmelas-Saint-Sorlin
Montmelas-Saint-Sorlin è un comune francese di 368 abitanti situato nel dipartimento del Rodano della regione Alvernia-Rodano-Alpi.

## Società

### Evoluzione demografica
Abitanti censiti